# Médan
Médan  is een gemeente in Frankrijk. Het ligt aan de linker oever, daar ten westen van de Seine, op 25 km ten noordwesten van het centrum van Parijs. Twee derde van de gemeente is open landschap of natuurgebied.
Er ligt station Médan, maar dat is sinds 2008 niet meer in gebruik.

## Afbeeldingen

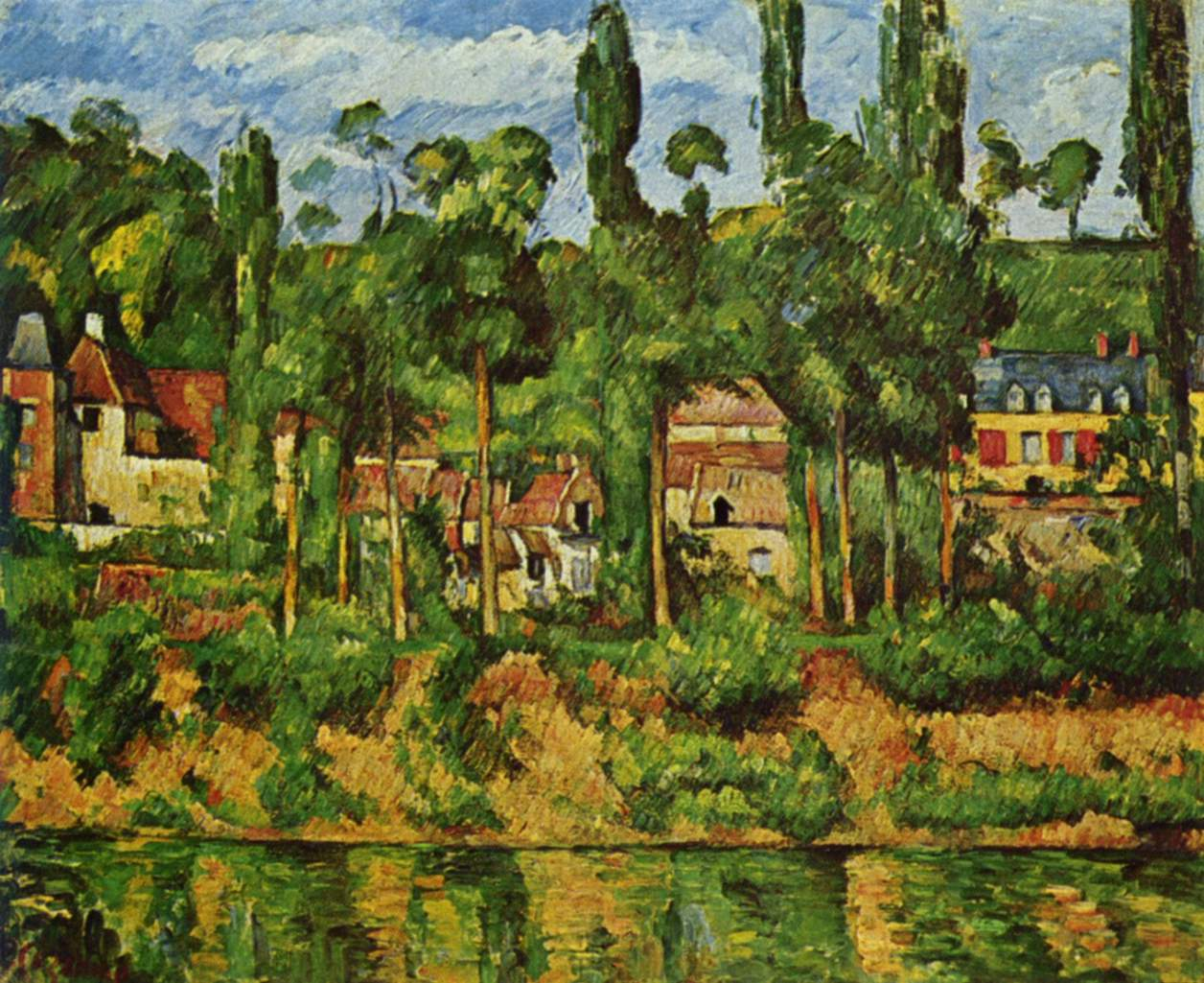
Paul Cézanne Château de Médan 1879-1881
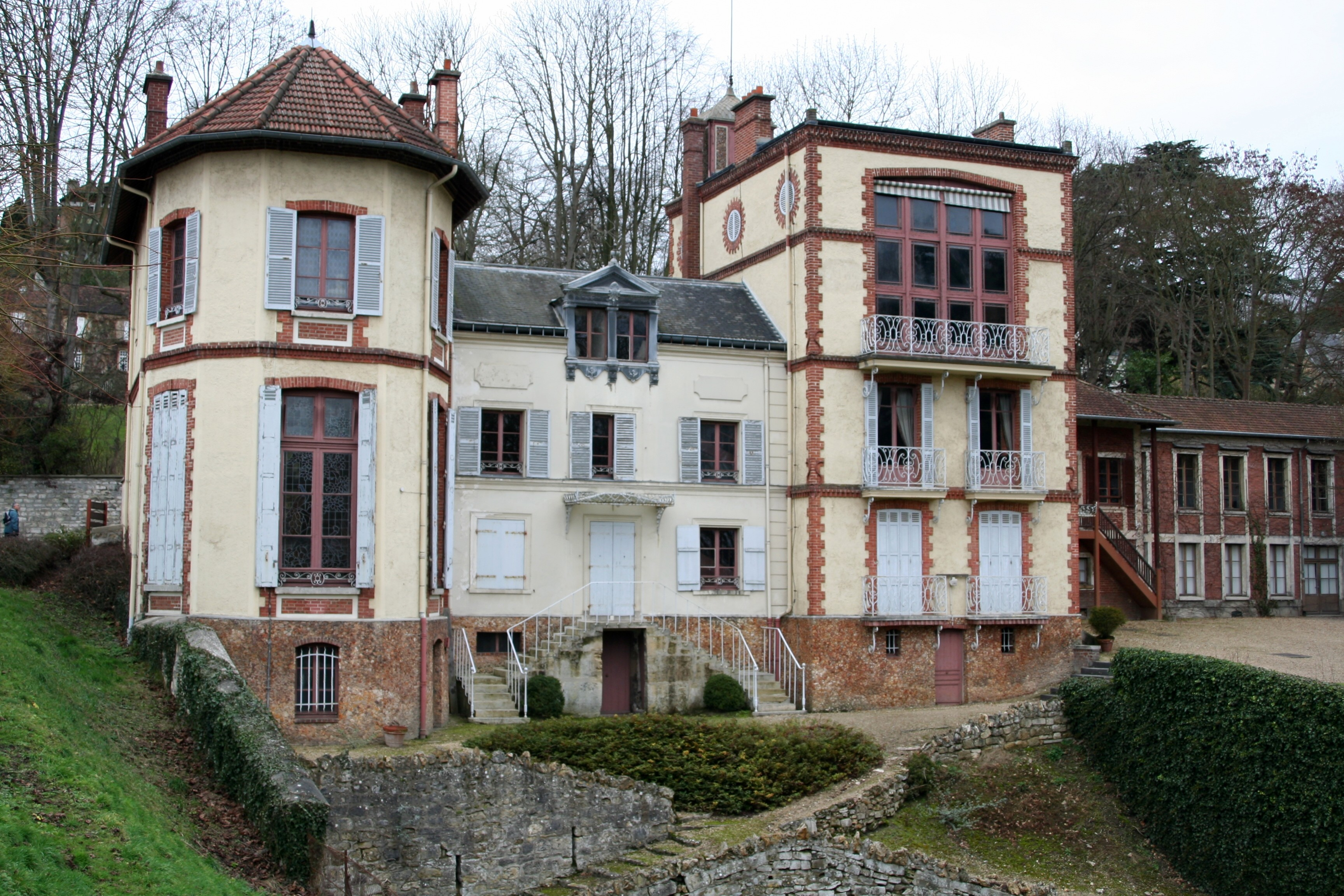
Het huis van Émile Zola

## Kaart
De onderstaande kaart toont de ligging van Médan met de belangrijkste infrastructuur en aangrenzende gemeenten.

## Demografie
Onderstaande figuur toont het verloop van het inwonertal, bron: INSEE-tellingen. 

## Websites
- (fr)  Statistische informatie op de website van INSEE